# Kunimi
Kunimi (国見町?) è una cittadina giapponese della prefettura di Fukushima.